# Стогній Іван Петрович

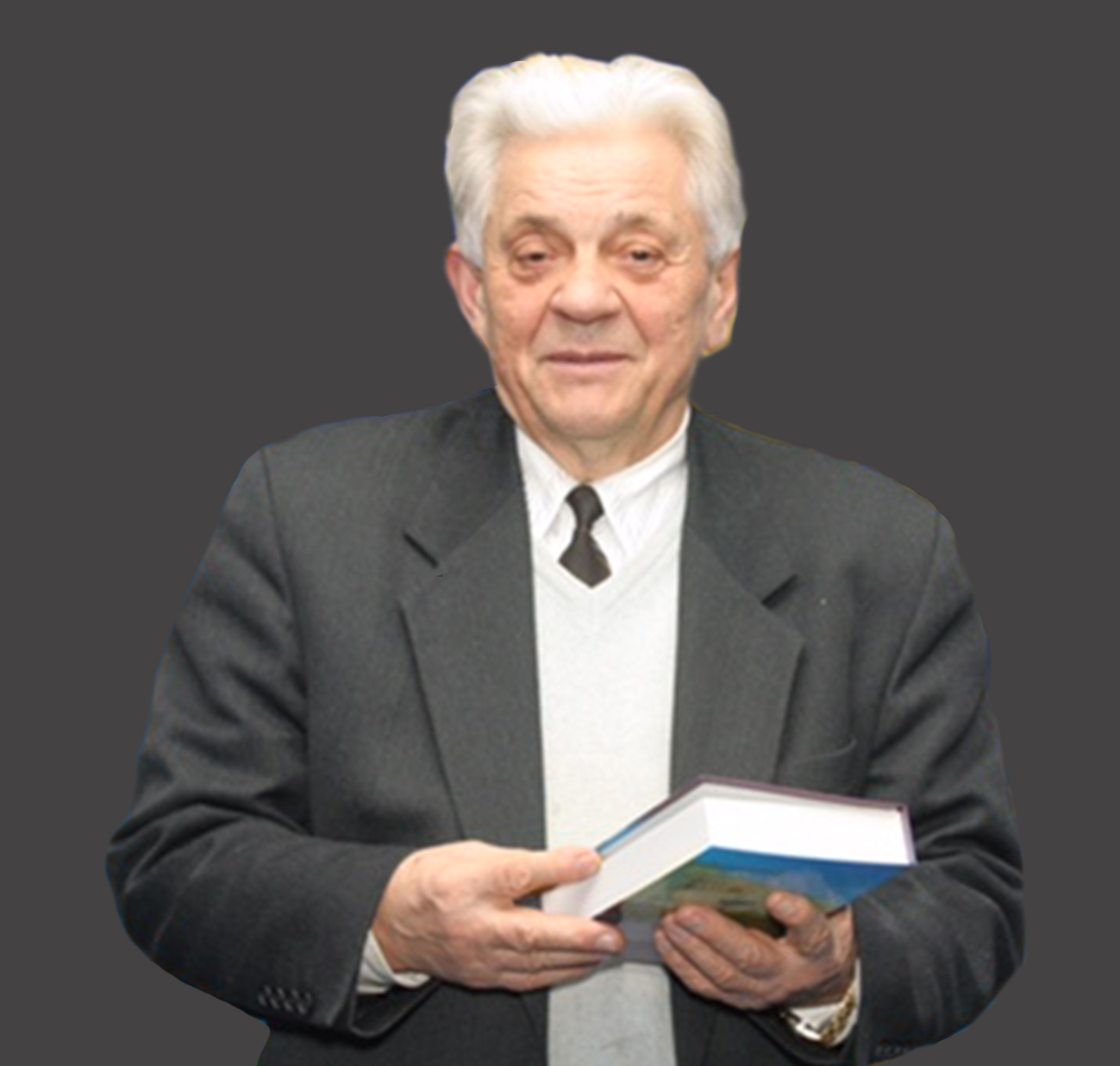

Іван Петрович Стогній (16 липня 1934, Стогнії — 25 травня 2019, Переяслав-Хмельницький) — український науковець, педагог, доктор філософських наук, професор, перший ректор Університету Григорія Сковороди в Переяславі, заслужений працівник освіти України, лауреат Міжнародної премії імені Григорія Сковороди, повний кавалер ордена «За заслуги», почесний громадянин міста Переяслав-Хмельницького.

## Життєпис
Народився Іван Петрович 16 липня 1934 року в селі Стогнії Золочівського району на Харківщині у селянській родині. Батько Петро Павлович і мати Марія Семенівна займалися сільським господарством, працювали у місцевому колгоспі, який згодом було реорганізовано в радгосп і птахофабрику. У родині Стогніїв було троє дітей. Один із братів помер ще маленьким у 1933 році під час Голодомору, другий брат Петро присвятив життя сільському господарству, працював агрономом, керував відділом радгоспу, птахофабрики, але передчасно пішов з життя, загинувши в автокатастрофі.
У важкі повоєнні роки, коли батько повернувся з фронту, Іван допомагав батькам та односельцям відроджувати рідне село й зруйноване господарство.
Освіту здобував у Бігданівській початковій школі, Одноробівській семирічній та Золочівській середній школі № 1. Після закінчення школи був призваний до лав Радянської Армії. Службу проходив у повітряно-десантних військах спочатку в Костромі, а згодом у Москві.
Після демобілізації з 1955 по 1960 рік навчався на філософському факультеті Московського державного університету імені М. В. Ломоносова. Закінчивши навчання, Іван Петрович викладав філософію в Харківському юридичному інституті (нині Національний юридичний університет імені Ярослава Мудрого), Великолукському державному педагогічному інституті (нині Псковський державний педагогічний університет).
У 1963—1966 роках — аспірант Інституту філософії Академії наук УРСР (нині Інститут філософії імені Григорія Сковороди НАН України) і в 1966 році захистив дисертацію на тему «Працелюбність як моральна якість особистості» на здобуття наукового ступеня кандидата філософських наук. У 1966—1976 роках — науковий співробітник Інституту філософії Академії наук УРСР. У 1976—1986 роках — завідувач кафедрою філософії Київського технологічного інституту харчової промисловості (нині Національний університет харчових технологій).
У 1984 році в Московському державному університеті імені М. В. Ломоносова захистив дисертацію на тему «Праця і моральний розвиток особистості в соціалістичному сусупільстві» на здобуття наукового ступеня доктора філософських наук. У 1986 році І. П. Стогнію присвоєно вчене звання професора кафедри філософії.
З липня 1987 року І. П. Стогній призначений проректором Переяслав-Хмельницької філії Київського державного педагогічного імені О. М. Горького (нині Національний педагогічний університет імені М. П. Драгоманова). За ініціативи і участі І. П. Стогнія збудовано навчальний корпус № 2, гуртожиток № 2. сучасний актовий зал, їдальню, стадіон,під'їзні дороги, озеленено студентське містечко. Постановою Кабінету Міністрів України від 24 листопада 1993 року на базі філіалу Київського педагогічного державного університету імені М. П. Драгоманова було створено Переяслав-Хмельницький державний педагогічний інститут й Івана Петровича Стогнія призначено на посаду ректора. У 1994 році Переяслав-Хмельницькому державному педагогічному інституту присвоєно ім'я Григорія Савича Сковороди, а у 1997 році на території вузу відкрито пам'ятник Григорію Сковороді (скульптор І. С. Зарічний). 1991 року збудовано гарний міст через річку Трубіж та пішохідну доріжку від вулиці Шевченка до педінституту імені Г. С. Сковороди та вулиці Сухомлинського, яку, згідно з рішенням Переяслав-Хмельницької міської ради від 8 листопада 2001 року, названо «Стогніївським шляхом». У 1998 році згідно з наказом Міністерства освіти і науки Іван Петрович переведений з посади ректора на посаду завідувача кафедри філософії і політології Переяслав-Хмельницького державного педагогічного університету імені Григорія Сковороди (нині Університет Григорія Сковороди в Переяславі), де він працював до останнього дня свого життя.
Іван Петрович був науковим керівником аспірантів, здобувачів та консультував докторантів. Під його керівництвом підготовлено 28 кандидатів і 19 докторів наук. Професор І. П. Стогній — один з організаторів музею-садиби Сковороди у селищі Чорнухи Полтавської області, музею-заповідника Г. С. Сковороди у селі Сковородинівка Золочівського району Харківської області. Професор І. П. Стогній започаткував проведення Сковородинівських читань, що проводяться раз на два роки у Переяслав-Хмельницькому.
Помер 25 травня 2019 року у Переяслав-Хмельницькому на 85-му році життя.

## Доробок
Іван Петрович Стогній є автором понад 130 наукових праць. Нижче перелічені лише деякі з них.

### Наукові праці
- Трудолюбие как нравственное качество личности.  — Киев: Наук. думка, 1970.  — 104 с.
- Філософ-гуманіст Г. С. Сковорода.  — Київ: Політвидав України, 1972.  — 76 с. (співавтор І. П. Головаха).
- Григорій Сковорода 250: Матеріали про відзначення 250-річчя з дня народження / Упорядники: І. П. Стогній, П. Ю. Шабатин.  — Київ: Наук. думка,1975.  — 256 с.
- Про матеріалістичне розуміння історії.  — Київ: Політвидав України, 1972.  — 200 с. (співавтор І. П. Головаха).
- Формування світогляду нової людини.  — Київ: Політвидав України, 1972.  — 156 с. (у співавторстві).
- Социалистический образ жизни и проблемы воспитания личности.  — Киев: Вища шк., 1979.  — 302 с. (в соавторстве).
- Новый человек: факторы становления. — Київ: Вища шк., 1981. — 264 с. (у співавторстві).
- Труд и нравственное развитие личности. — Киев: Наук. думка, 1982.  — 247 с.
- Григорій Сковорода: пам'ятні місця на Україні. — Київ: Наук. думка,1984.  — 96 с. (спіавтор А. М. Ніженець).
- Социально-философские проблемы экологии.  — Киев: Вища шк.,1989.  — 272 с. (соавторы И. В. Огородник, Н. Н. Киселев, В. С. Крисаченко).
- Сковорода Григорій: Образ мислителя: зб. наук. пр. (відп. ред. В. І. Шинкарук, І. П. Стогній).  — Київ: Ін-т філософії НАН України, 1997.  — 455 с.
- Переяславська земля і духовний світ людини: зб. наук. пр. / за ред. І. П. Стогнія, В. П. Коцура.  — Переяслав-Хм.: Пальміра, 1998.  — 286 с.
- Сковорода Григорій: Ідейна спадщина і сучасність: зб. наук. пр. / Упоряд. С. Л. Йосипенко, Я. М. Стратій; відп. ред. І. П. Стогній.  — Київ: Ін-т філософії НАН України, 2003.  — 716 с.
- Шляхи життя Івана Стогнія. Книга життєпису.  — Київ  — Переяслав-Хм.: ПП «СКД», 2016.  — 716 с.

### Статті
- Стогний И. П. За правильное освещение мировоззрения Г. С. Сковороды / И. П. Стогний // Ученые записки ВГПИ, 1963. — Вып. 23. — С. 42—50.
- Стогній І. Філософські погляди Г. С. Сковороди / І. Стогній // Зоря. — 3 жовтня 1967. — С. 4.
- Стогній І. Етичні погляди Г. С. Сковороди / І. Стогній // Вісник АН УРСР, 1970. — Вип.5. — С. 37—42.
- Стогний И. П. К вопросу об экологическом воспитании / И. П. Стогний, А. Й. Сторижко // Научный коммунизм. — 1982, № 1. — С. 25—33.
- Стогний И. П. Природа — наш сегодняшний и завтрашний дом / И. П. Стогний, А. Й. Сторижко // Трибуна лектора. — 1985, № 1. — С. 15—24.
- Стогний И. П. Методологиче аспекты экологического образования и воспитания // Экология: проблемы образования и воспитания. — Переяслав-Хмельницкий, 1990. — С. 22—27.
- Стогний И. П. Экологическая культура человека // XIV Всесоюзный теоретичский семинар «Мировоззрение и научное познание» // Сб. тез. «Человек, бытие, культура», ч. 1-4. — Киев—Переяслав-Хмельницкий, 1991. — С. 26 32, отв. ред. И. П. Стогний, Е. К. Быстрицкий.
- Стогній І. П. Труд і мораль у спадкуванні Г. С. Сковороди / І. Стогній // Сковорода Григорій: Дослідження, розвідки, матеріали: зб. наук. пр. / упоряд. В. М. Нічик, Я. М. Стратій]. — Київ: Наукова думка, 1992. — С. 44—59.
- Стогній І. П. Г. С. Сковорода як філософ і педагог / І. Стогній // Сковорода Григорій: Образ мислителя: Збірка наукових праць / відпов. ред. В. І. Шинкарук, І. П. Стогній. — Київ: [б.в.], 1997. — С. 231—240.
- Стогній І. П. Сучасна екологічна культура людини // Матеріали 5-ї Міжнародної науково-практичної конференції «Творчість як спосіб буття дійсного гуманізму». — Київ: 1999. — С. 152—155.
- Стогній І. П. Г. С. Сковорода про свободу і справедливість / І. Стогній // Сковорода Григорій: ідейна спадщина і сучасність: збірка науково-теоретичних праць / С. Л. Йосипенко, Я. М. Стратій (упоряд.); І. П. Стогній (відп. ред.)]. — Київ: [б.в.], 2003. — С. 3—6, 179—193.
- Стогній І. П. Григорій Сковорода про свободу і духовність особистості / І. Стогній // Григорій Сковорода — духовний орієнтир для сучасності (Наукові матеріали 13-х Сковородинівських читань): У 2 книгах / відпов. ред. М. П. Корпанюк]. — Київ: Міленіум, 2007. — Кн. 2. — С. 109—116.
- Стогній І. П. Моральні функції філософії Г. С. Сковороди / І. Стогній // Григорій Сковорода — джерело духовної величі і сучасність / відпов. ред. М. П. Корпанюк. — Тернопіль: Астон, 2007. — С. 14—24.

## Нагороди
Іван Петрович був нагороджений такими відзнаками та нагородами:
- орден «За заслуги» І (2015)[3], ІІ (2009)[4] і ІІІ (2004) ступенів;
- медаль «За доблесну працю. В ознаменування 100-річчя з дня народження Володимира Ілліча Леніна» (1970);
- значок «Відмінник народної освіти УРСР» (1980);
- медаль «У пам'ять 1500-річчя Києва» (1982);
- медаль «Ветеран праці» (1985);
- медаль А. С. Макаренка (1989);
- Заслужений працівник освіти України (1990);
- Почесні грамоти Міністерства освіти і науки України (1984, 1994, 1999);
- Почесна грамота Київської облпрофради (1991);
- Почесний диплом Київської Спілки журналістів України (1995);
- Почесний громадянин міста Переяслав-Хмельницького (1996);
- медаль почесті ІІ тисячоліття (Американський біографічний інститут, Північна Кароліна, США, 2000[5]);
- Почесний громадянин села Сковородинівки (2000);
- Почесний громадянин Золочівського району Харківської області (2001);
- Почесна грамота та знак Національної Спілки журналістів України «За вірність науці, професії, Україні» (2004)[6];
- Грамота Київського обкому КПУ та знак «50 років перебування в КПУ» (2004);
- Грамота Золочівської районної державної адміністрації і районної ради (2004);
- Пам'ятний годинник від імені голови Верховної Ради України В. М. Литвина (2004);
- Знак «Василь Сухомлинський» (2006);
- Почесна грамота Верховної Ради України «За особливі заслуги перед Українським народом» (2007);
- Почесний громадянин селища Чорнухи Полтавської області (2009);
- Лауреат Міжнародної премії імені Григорія Сковороди (2009).

## Родина
- дружина — Алла Георгіївна Стогній, працювала юристом в Інституті металофізики АН УРСР;
- син — Валерій Іванович Стогній, кандидат фізико-математичних наук, доцент кафедри математичної фізики фізико-математичного факультету Національного технічного університету України «Київський політехнічний інститут імені Ігоря Сікорського».[7]
- дочка — Тетяна Іванівна Шевцова, дитячий лікар-неонатолог, кандидат медичних наук, працює у київському пологовому будинку.